# موراتپاشا
موراتپاشا (به ترکی استانبولی: Muratpaşa) یک منطقهٔ مسکونی در ترکیه است که در استان آنتالیا واقع شده‌است. موراتپاشا ۴۵۳٬۲۵۵ نفر جمعیت دارد و ۳۹ متر بالاتر از سطح دریا واقع شده‌است.